# Chapala
Chapala est une ville et une municipalité de l'État de Jalisco au Mexique située sur la rive nord du lac de Chapala.
Il y a plusieurs théories sur l'origine du nom de la ville. La plus vraisemblable est qu'il provienne du nom du dernier chef indigène Nahuatl, Chapalac.
Chapala est devenue une municipalité officielle le 10 septembre 1864 par décret du congrès de l'État de Jalisco.